# Cristo degli abissi
Koordinaten: 44° 18′ 51″ N, 9° 10′ 30″ O

Der Cristo degli abissi

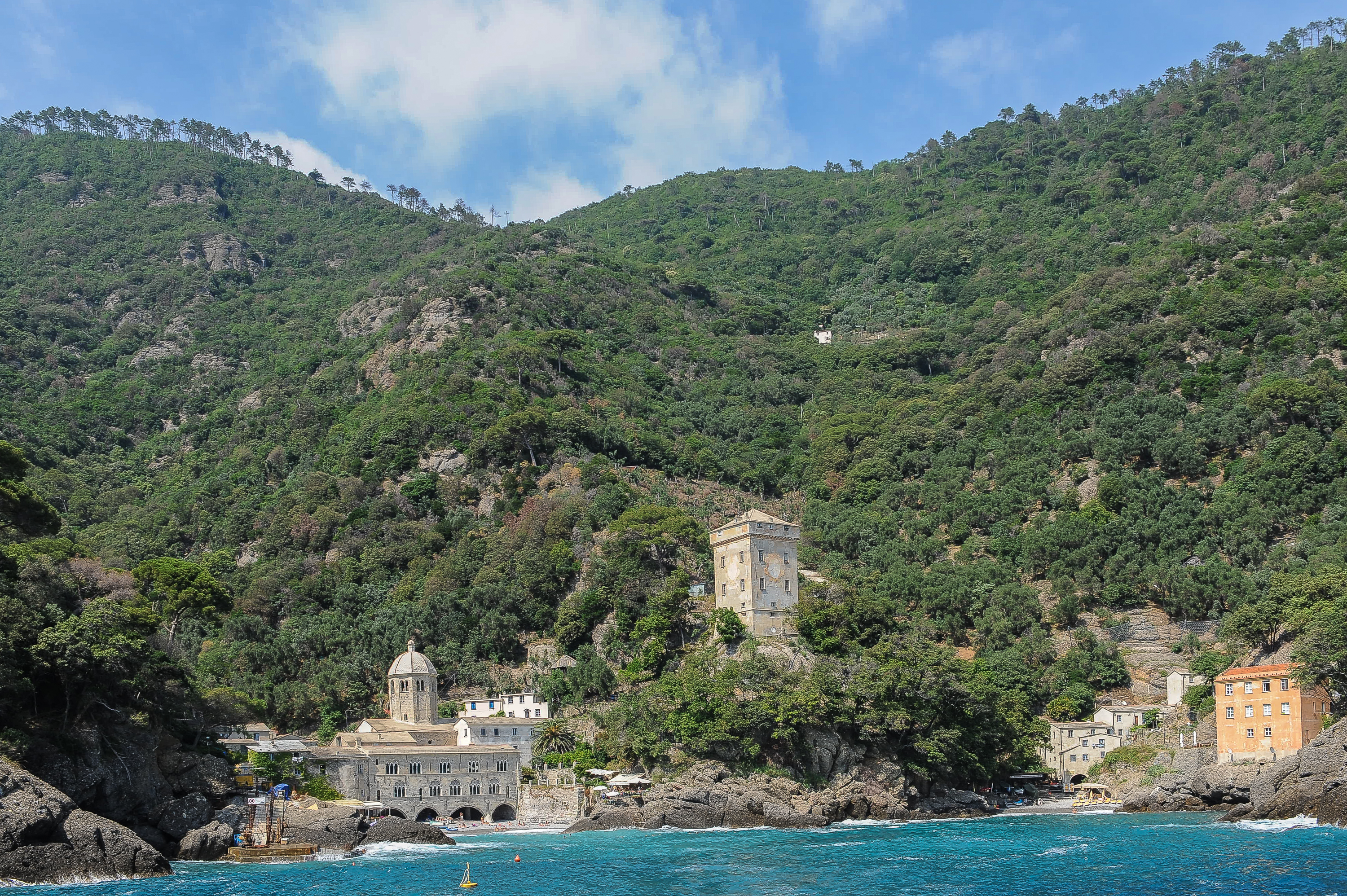
Bucht von San Fruttuoso

Der Cristo degli abissi (deutsch: Christus der Abgründe) ist eine Bronzestatue, die 1954 auf dem Meeresgrund in der Bucht von San Fruttuoso, Ligurien aufgestellt wurde. Die Christusstatue befindet sich in einer Tiefe von 15 Metern innerhalb des Meeresschutzgebiets Portofino.

## Geschichte
Die Idee der Statue geht auf Duilio Marcante zurück, der im Gedenken an den bei einem Tauchunfall 1950 umgekommenen Dario Gonzatti zu diesem Projekt anregte. Am 22. August 1954 wurde die Christusstatue in unmittelbarer Nähe zur Abtei von San Fruttuoso, zwischen den Gemeinden Camogli und Portofino, aufgestellt. Bei ihrer Versenkung in 17 Meter Tiefe war die Italienische Marine beteiligt. 
Die Statue ist circa 2,5 Meter hoch und wurde von dem Bildhauer Guido Galletti ausgeführt. Die Hände des Jesus sind im Zeichen des Friedens gegen die Meeresoberfläche gerichtet.
Für die Bronze wurden verschiedene Medaillen, Schiffselemente (Antriebsschrauben von U-Booten der US Navy) und Kirchenglocken eingeschmolzen. Nach dem Tod Marcantes wurde eine Gedenktafel am Sockel der Statue angebracht.
2003 wurde der Cristo degli abissi restauriert und am 17. Juli 2004 auf einem neuen Fundament in geringerer Tiefe wiederaufgestellt.